# Saint-Pé-d’Ardet
Saint-Pé-d’Ardet ist eine Gemeinde mit 166 Einwohnern (Stand 1. Januar 2022) im Département Haute-Garonne der Region Okzitanien im Süd-Westen Frankreichs.

## Geographie
Saint-Pé-d’Ardet liegt etwa 18 Kilometer südlich von Saint-Gaudens.

## Bevölkerungsentwicklung
| Jahr                       | 1962 | 1968 | 1975 | 1982 | 1990 | 1999 | 2006 | 2016 | 2019 |
| Einwohner                  | 112  | 101  | 98   | 117  | 116  | 114  | 123  | 148  | 155  |
| Quellen: Cassini und INSEE |      |      |      |      |      |      |      |      |      |

Im Jahr 1831 hatte der Ort mit 678 Einwohnern die höchste Bevölkerungszahl.

## Sehenswürdigkeiten
Im Zentrum des Ortes, am höchsten Punkt, befindet sich die romanische, aus dem 11. Jahrhundert stammende Kirche Saint-Pierre (Heiliger Petrus). In ihr sind in einem Schrein eine Reihe von Reliquien aufbewahrt. Ferner finden sich hier zahlreiche Fresken aus dem 15. Jahrhundert. Die Kirche ist seit 1956 ein Monument historique.

Kirche Saint-Pierre
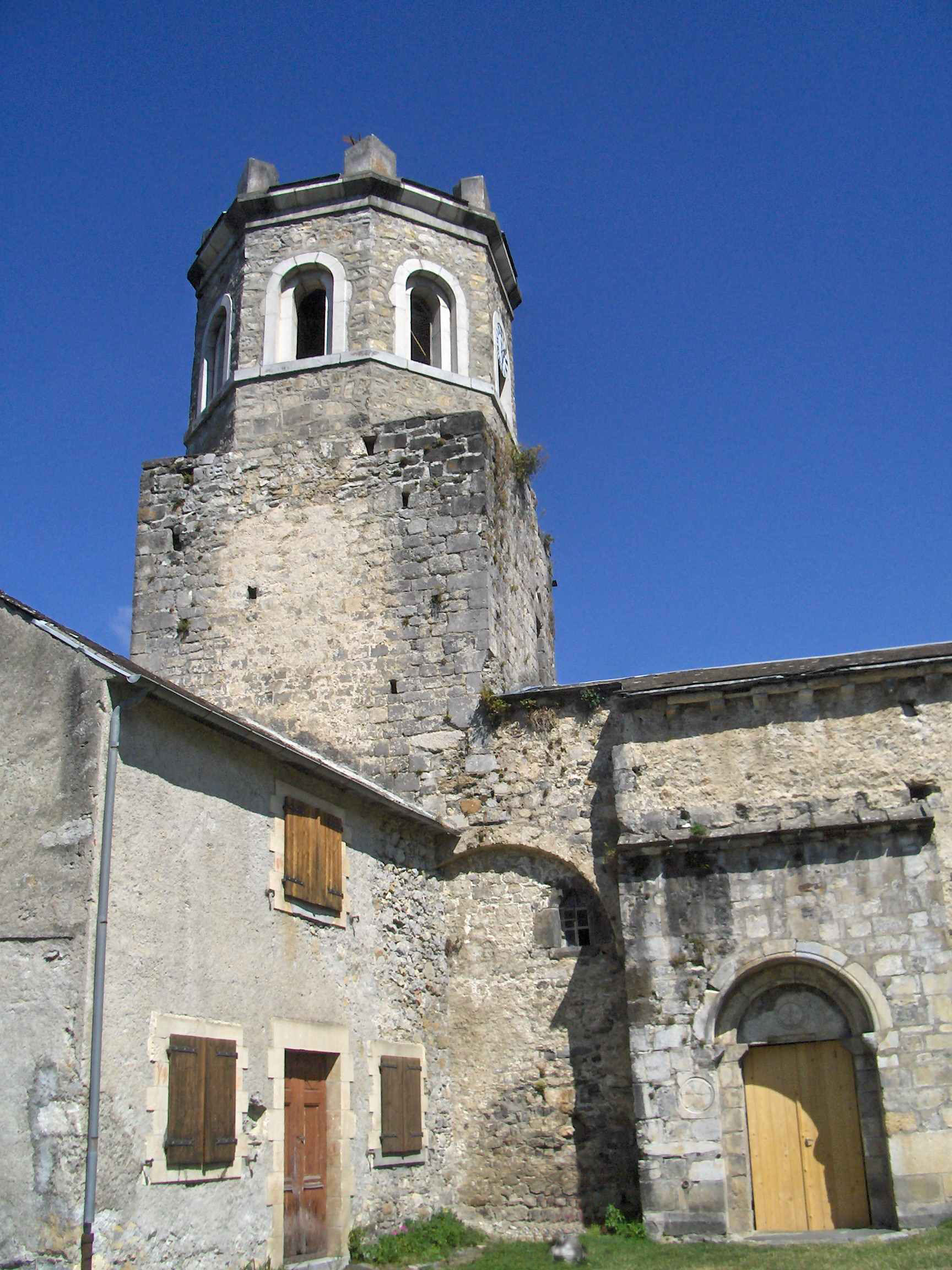
Turm der Kirche Saint-Pierre
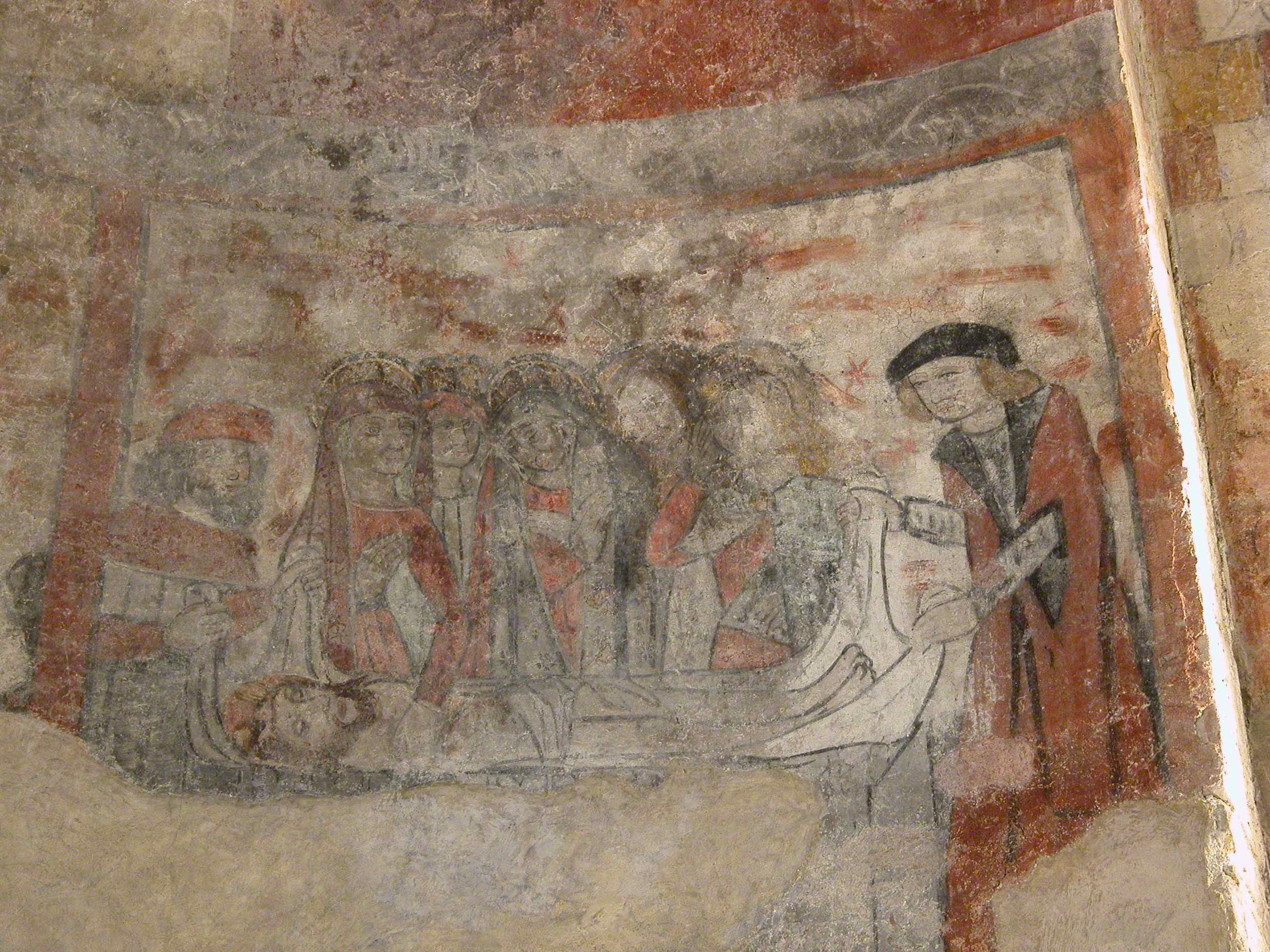
Fresko Grablegung Christi
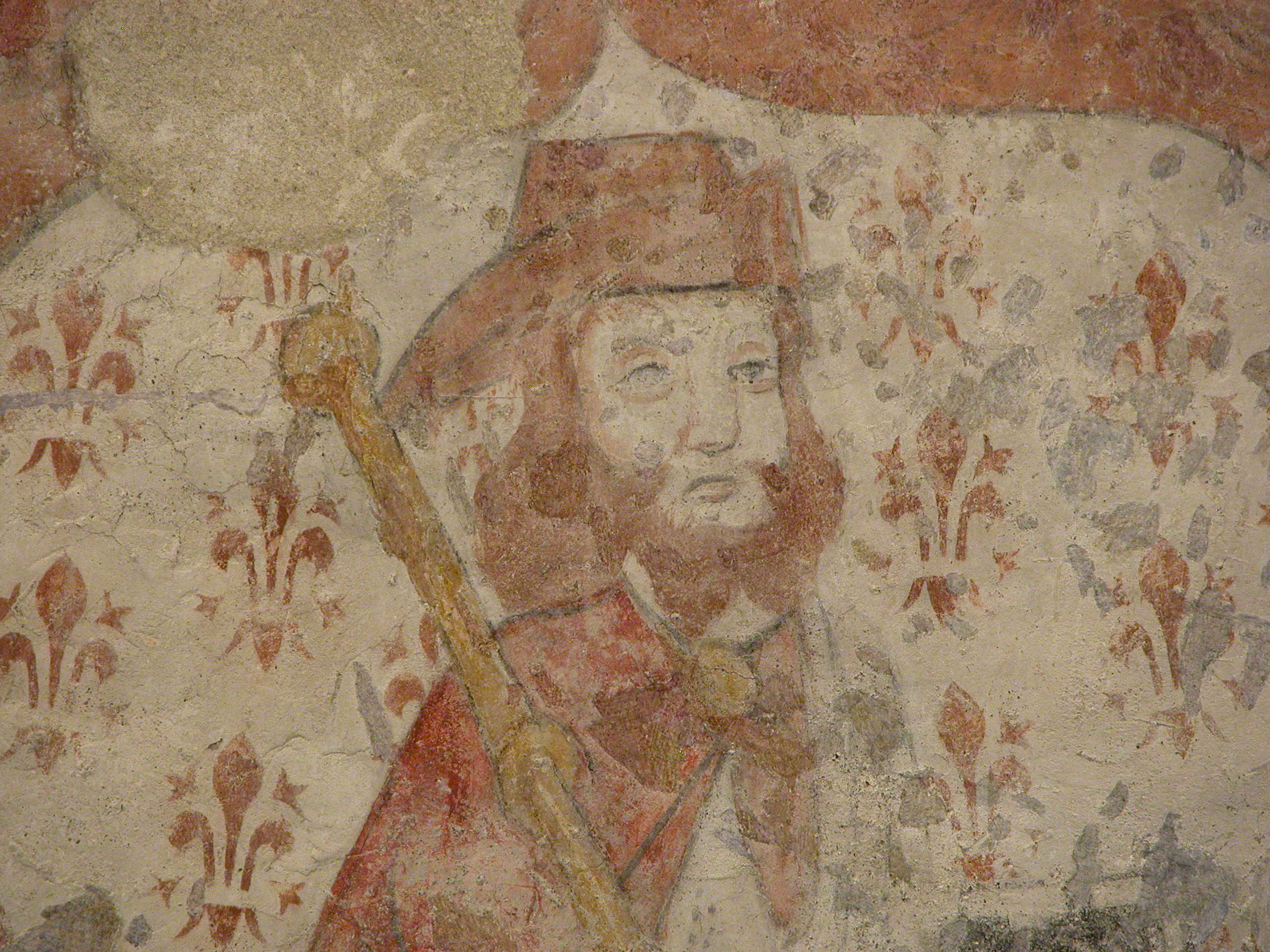
Fresko Sankt Jakob